# Aleksandr Bajenov
Pour les articles homonymes, voir Bajenov.
Aleksandr Iourievitch Bajenov (en russe : Александр Юрьевич Баженов ; né le 26 avril 1981 à Komsomolsk) est un coureur cycliste russe, professionnel de 2004 à 2007.

## Biographie
Aleksandr Bajenov commence sa carrière professionnelle en 2004 au sein de l'équipe Domina Vacanze. Il s'est illustré l'année précédente au sein de l'équipe amateur italienne G.S. Impruneta Cotto Ref, remportant le Trofeo Banca Popolare di Vicenza, le Giro del Belvedere, le Triptyque des Barrages, et surtout le titre de champion de Russie sur route. Il ne remporte pas de course durant ses quatre saisons au sein d'équipes professionnelles. Il est néanmoins sélectionné à trois reprises en équipe nationale pour les championnats du monde. Lors des championnats de 2008, il est contrôlé positif à l'EPO. Il est déclassé et suspendu pour deux ans,.

## Palmarès
- 1999
  - Classement général du Giro di Basilicata
  - 9e du championnat du monde sur route juniors
- 2002
  -  Champion de Russie sur route espoirs
  - La Ciociarissima
  - Trophée Matteotti espoirs
  - Trophée Rigoberto Lamonica
  - 2e de la Ruota d'Oro
- 2003
  -  Champion de Russie sur route
  - Trofeo Banca Popolare di Vicenza
  - Trophée Mario Zanchi
  - Giro del Belvedere
  - Triptyque des Barrages :
    - Classement général
    - 3e étape

  - 2e du Gran Premio Palio del Recioto
  - 2e du Trofeo Alcide Degasperi
  - 2e de Milan-Busseto
  - 6e du championnat du monde sur route espoirs
- 2008
  - 2e du championnat de Russie sur route
- 2009
  - Hell of the Marianas

## Classements mondiaux
| Année           | 2005   | 2006   | 2007  | 2008 |
| --------------- | ------ | ------ | ----- | ---- |
| UCI Europe Tour | 1 134e | 1 162e | 1092e | 255e |